# Grand Prix du Morbihan
Der Grand Prix du Morbihan ist ein französisches Straßenradrennen für Männer.

## Geschichte
Das Eintagesrennen, das seinen Termin für gewöhnlich Ende Mai hat und im Département Morbihan in der Bretagne stattfindet, wurde im Jahr 1974 zum ersten Mal ausgetragen. Bis 1989 hieß das Rennen Grand Prix de Plumelec, von 1990 bis 2004 A Travers le Morbihan und von 2006 bis 2019 Grand Prix de Plumelec-Morbihan. Seit 2020 trägt es den aktuellen Namen, auch wenn die Austragung in diesem Jahr aufgrund der Covid-19-Pandemie abgesagt werden musste.
Seit Einführung der UCI Europe Tour in der Saison 2005 bis zur Saison 2019 war das Rennen Teil dieser Rennserie und in die Kategorie 1.1 eingestuft. Seit 2020 gehört das Rennen zur UCI ProTour. Der Grand Prix de Plumelec-Morbihan ist außerdem ein Teil des Coupe de France, einer Rennserie von französischen Eintagesrennen. Rekordsieger ist Julien Simon, der das Rennen dreimal für sich entscheiden konnten.
Seit der Saison 2011 gibt es neben dem Männer-Rennen auch ein Rennen für die Frauen.

## Palmarès
| Jahr                            | Sieger                  | Zweiter                 | Dritter                    |          |
| ------------------------------- | ----------------------- | ----------------------- | -------------------------- | -------- |
| Grand Prix de Plumelec          |                         |                         |                            |          |
| 1974                            | Roger Pingeon           | Georges Talbourdet      | Patrick Béon               |          |
| 1975                            | Georges Talbourdet      | Jean-Claude Meunier     | Guy Leleu                  |          |
| 1976                            | Robert Alban            | Raymond Martin          | Roland Smet                |          |
| 1977                            | André Chalmel           | Jacques Bossis          | André Corbeau              |          |
| 1978                            | Raymond Martin          | Pierre Bazzo            | Régis Delépine             |          |
| 1979                            | abgesagt                | abgesagt                | abgesagt                   | abgesagt |
| 1980                            | Christian Muselet       | René Bittinger          | Jean-Philippe Vandenbrande |          |
| 1981                            | Robert Alban            | Christian Levavasseur   | Pierre Le Bigaut           |          |
| 1982                            | Fabien De Vooght        | Gilbert Duclos-Lassalle | Robert Alban               |          |
| 1983                            | Laurent Fignon          | Christian Corre         | Alain Vigneron             |          |
| 1984                            | Pierre Bazzo            | Patrick Bonnet          | Jérôme Simon               |          |
| 1985                            | Marc Madiot             | Denis Roux              | Yvon Madiot                |          |
| 1986                            | Gilbert Duclos-Lassalle | Rudy Rogiers            | Thierry Barrault           |          |
| 1987                            | Johnny Weltz            | Laurent Biondi          | Bernard Vallet             |          |
| 1988                            | Frédéric Brun           | Gérard Rué              | Thierry Claveyrolat        |          |
| 1989                            | abgesagt                | abgesagt                | abgesagt                   | abgesagt |
| À travers le Morbihan           |                         |                         |                            |          |
| 1990                            | Johan Museeuw           | Etienne De Wilde        | Hendrik Redant             |          |
| 1991                            | Bruno Cornillet         | Peter De Clercq         | Søren Lilholt              |          |
| 1992                            | Peter De Clercq         | Marcel Wüst             | Franck Boucanville         |          |
| 1993                            | Marcel Wüst             | Jans Koerts             | Jaan Kirsipuu              |          |
| 1994                            | Peter De Clercq         | François Simon          | Ronan Pensec               |          |
| 1995                            | Francis Moreau          | Jaan Kirsipuu           | Christophe Leroscouet      |          |
| 1996                            | Johan Capiot            | Jaan Kirsipuu           | Niko Eeckhout              |          |
| 1997                            | Christophe Agnolutto    | Jacky Durand            | Xavier Jan                 |          |
| 1998                            | Laurent Desbiens        | Cyril Saugrain          | Dominique Rault            |          |
| 1999                            | Patrice Halgand         | Laurent Desbiens        | Johan De Geyter            |          |
| 2000                            | Patrice Halgand         | Sergei Jakowlew         | Dave Bruylandts            |          |
| 2001                            | Gilles Maignan          | Stuart O’Grady          | Rubén Díaz de Cerio        |          |
| 2002                            | Laurent Lefèvre         | Nicolas Vogondy         | Stéphane Heulot            |          |
| 2003                            | Nicolas Vogondy         | Sylvain Chavanel        | Andy Flickinger            |          |
| 2004                            | Thomas Voeckler         | Laurent Paumier         | Pierrick Fédrigo           |          |
| 2005                            | abgesagt                | abgesagt                | abgesagt                   | abgesagt |
| Grand Prix de Plumelec-Morbihan |                         |                         |                            |          |
| 2006                            | Cédric Hervé            | Anthony Charteau        | Samuel Dumoulin            |          |
| 2007                            | Simon Gerrans           | Yann Huguet             | David Le Lay               |          |
| 2008                            | Thomas Voeckler         | Cyril Gautier           | Gianni Meersman            |          |
| 2009                            | Jérémie Galland         | Mickaël Larpe           | Blel Kadri                 |          |
| 2010                            | Wesley Sulzberger       | Renaud Dion             | Stéphane Augé              |          |
| 2011                            | Sylvain Georges         | Pierrick Fédrigo        | Jérémie Galland            |          |
| 2012                            | Julien Simon            | Samuel Dumoulin         | Javier Mejías              |          |
| 2013                            | Samuel Dumoulin         | Anthony Geslin          | Julien Simon               |          |
| 2014                            | Julien Simon            | Luis Ángel Maté         | Armindo Fonseca            |          |
| 2015                            | Alexis Vuillermoz       | Julien Simon            | Pierrick Fédrigo           |          |
| 2016                            | Samuel Dumoulin         | Alexis Vuillermoz       | Arthur Vichot              |          |
| 2017                            | Alexis Vuillermoz       | Jonathan Hivert         | Samuel Dumoulin            |          |
| 2018                            | Andrea Pasqualon        | Julien Simon            | Samuel Dumoulin            |          |
| 2019                            | Benoît Cosnefroy        | Jesús Herrada           | Odd Christian Eiking       |          |
| 2020                            | abgesagt                | abgesagt                | abgesagt                   | abgesagt |
| Grand Prix du Morbihan          |                         |                         |                            |          |
| 2021                            | Arne Marit              | Bryan Coquard           | Elia Viviani               |          |
| 2022                            | Julien Simon            | Alexander Kristoff      | Jake Stewart               |          |
| 2023                            | Arnaud De Lie           | Romain Grégoire         | Rasmus Tiller              |          |
| 2024                            | Benoît Cosnefroy        | Axel Zingle             | Arnaud De Lie              |          |
| 2025                            |                         |                         |                            |          |